# Oleacina guadeloupensis
Espèce
Statut de conservation UICN

 EX : Éteint
Oleacina guadeloupensis est une espèce éteinte d'escargots pulmonés de la famille des Oleacinidae.

## Répartition
Cet escargot était endémique de Guadeloupe.

## Systématique
Le nom valide complet (avec auteur) de ce taxon est Oleacina guadeloupensis Pfeiffer, 1856.